# 301638 Kressin
301638 Kressin è un asteroide della fascia principale. Scoperto nel 2010, presenta un'orbita caratterizzata da un semiasse maggiore pari a 2,7588381 UA e da un'eccentricità di 0,3040755, inclinata di 11,39276° rispetto all'eclittica.
Dal 10 dicembre 2011 al 7 febbraio 2012, quando 305660 Romyhaag ricevette la denominazione ufficiale, è stato l'asteroide denominato con il più alto numero ordinale. Prima della sua denominazione, il primato era di 283057 Casteldipiazza.
L'asteroide è dedicato ad un ramo della famiglia dello scopritore, quello che arriva alla nonna Margarete Kressin.